# Trichocarabodes hettigei
Trichocarabodes hettigei är en kvalsterart som beskrevs av Balogh 1970. Trichocarabodes hettigei ingår i släktet Trichocarabodes och familjen Carabodidae. Inga underarter finns listade i Catalogue of Life.